# Iffy
"Iffy" é uma canção do cantor e compositor estadunidense Chris Brown. Foi lançado em 14 de janeiro de 2022 pela editora discográfica RCA Records como primeira música de trabalho do seu décimo álbum de estúdio Breezy.

## Videoclipe
Um videoclipe de acompanhamento para a canção foi lançado em 14 de janeiro de 2022, tendo sido dirigido por Joseph Kahn.

## Desempenho nas paradas musicais
| Gráfico (2022)                               | Melhor posição |
| -------------------------------------------- | -------------- |
| Estados Unidos (Billboard Hot 100)           | 71             |
| Estados Unidos (Billboard R&B/Hip-Hop Songs) | 25             |
| Estados Unidos (Billboard Rhythmic)          | 3              |
| Mundo (Billboard Global 200)                 | 148            |
| Reino Unido (UK Singles Chart)               | 75             |

## Histórico de lançamento
| País           | Data                  | Formato                         | Gravadora | Referência |
| -------------- | --------------------- | ------------------------------- | --------- | ---------- |
| Estados Unidos | 14 de janeiro de 2022 | fluxo de mídia descarga digital | RCA CBE   | [ 8 ]      |